# Olens Broek en Langendonk

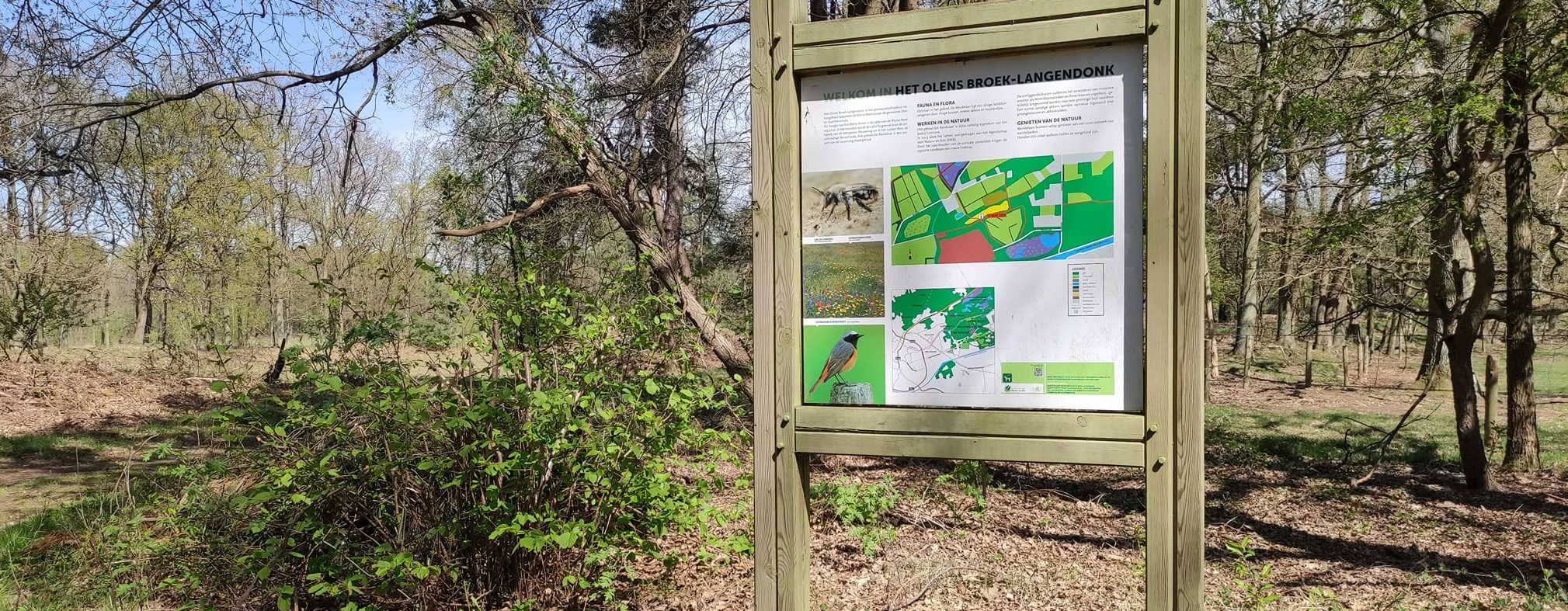

Het Olens Broek en Langendonk is een natuurgebied tussen de Kleine Nete en het Kanaal Bocholt-Herentals. Het ligt direct ten oosten van Herentals en ten noorden van Sint-Jozef-Olen.
Het gebied is ongeveer 185 ha groot en wordt beheerd door het Agentschap Natuur en Bos. Het is Europees beschermd als onderdeel van Natura 2000-gebied Valleigebied van de Kleine Nete met brongebieden, moerassen en heiden.

## Geschiedenis
Dit reservaat is het resultaat van natuurherstel, want een aanzienlijk deel ervan was een landbouwontginning die ten prooi viel aan verdroging. Het is een onderdeel van het vroegere, veel grotere, Geels Gebroekt, dat tussen 1950 en 1970 vrijwel volledig ontgonnen werd. Vanaf 1993 werd dit gebied hersteld. Hierbij werden oude veenkuilen weer open gemaakt, werd de voedselrijke bovenlaag verwijderd en werden de elementen van het gebied, zoals elzenbroekbos, hooilanden, houtwallen en rivierduinen, weer als zodanig beheerd.
Tot het natuurgebied behoort ook de Hellekens, dicht tegen Herentals aan, dat in de jaren '60 van de 20e eeuw met zand uit het Albertkanaal werd opgespoten. Dit gebied werd later omgevormd tot een waterbergingsgebied, waarbij ook een voormalige meander van de Kleine Nete weer werd hersteld.

## Planten en dieren
Er is een overgang van droge zandgronden met struikheide, klein warkruid en heideknotszwam. Op de wat nattere voedselarme delen vindt men wilde gagel, zonnedauw en moeraswolfsklauw. De voedselrijke veenbodem wordt gekenmerkt door moeraswederik, snavelzegge, gele lis en melkeppe.
Tot de broedvogels behoren: wielewaal, nachtegaal, zwartkop, tuinfluiter, kleine karekiet, waterral grasmus en tuinfluiter. De sijs is hier een wintergast.

## Toegankelijkheid
Het gebied is opgenomen in het wandelknooppuntennetwerk.